# Erdmuta Zofia von Dieskau
Erdmuta Zofia von Dieskau, död 1767, var en polsk mätress. Hon var mätress till Polens kung August den starke mellan 1719 och 1720. 
Hon ersatte år 1719 Marianna Denhoff som Augusts mätress. Hon ersattes år 1720 av Henrietta von Osterhausen. 